# Туркестан

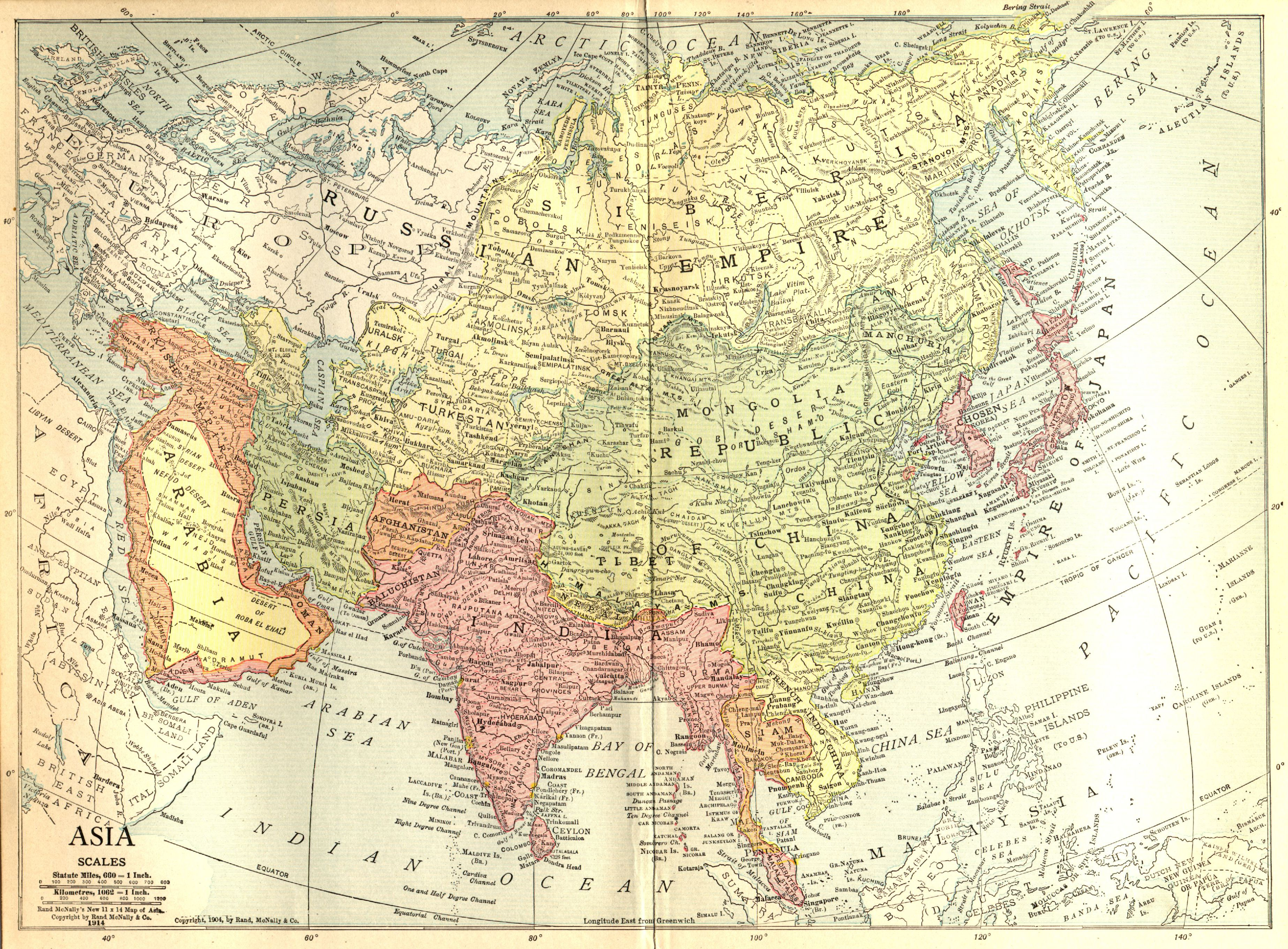
Туркестан на мапі 1914 року

Туркестан — історико-географічна область, що у XIX — на початку ХХ століть містила терени Середньої та Центральної Азії, а також частково сучасного Казахстану, заселені переважно тюркськими народами. 
Туркестан традиційно поділявся на Східний або Китайський (нині Сіньцзян-Уйгурський автономний район), Афганський (північна частина Афганістану) та Західний, який входив до складу Російської імперії. 
На території Західного Туркестану 1867 року створено Туркестанське генерал-губернаторство. Від 1886 року воно офіційно називалося Туркестанський край, у межах Туркестану також були розташовані залежні від Росії Бухарське і Хівінське ханства. 
По революції 1917 і громадянській війні у Туркестані була створена Туркестанська автономія та інші короткочасні держави, проте регіон був завойований більшовиками, увійшовши до складу СРСР — до 1924 року Туркестанська АРСР, пізніше як радянські республіки: Таджицька, Туркменська, Узбецька та Киргизька; північна частина Туркестану увійшла до складу Казахської РСР.
До 1921 року до Туркестану зазвичай відносили території Уйгурії та частково Монголії. З утворенням радянських республік у Західному Туркестані назву Туркестан було замінено на термін Середня Азія. 
У разі перемоги нацистської Німеччини над Радянським Союзом у Німецько-радянській війні на території Середньої Азії планувалося утворити райхскомісаріат Туркестан. 
Незалежність народи Середньої Азії (Туркестану) здобули після розпаду СРСР (1991):
- Киргизстан (31 серпня);
- Узбекистан (1 вересня);
- Таджикистан (9 вересня);
- Туркменістан (27 жовтня);
- Казахстан (16 грудня).

Східний Туркестан відповідає нинішньому Сіньцзян-Уйгурському автономному району у складі Китаю.